# Purusza Awatar
Puruszawatara – w krysznaizmie, trzy przejawienia pierwotnego Boga, źródła wszystkich istnień. Kryszna inkarnuje w pierwszej kolejności w trzy puruszawatary:
- Karanodakaśajiawatara, czyli Mahawisznu,
- Garbhodakaśajiawatara,
- Ksirodakaśajiawatara, czyli Paramatmę – Duszę Najwyższą, przebywającą w każdym sercu i każdym atomie[1][2].